# Salonsaari (ö i Egentliga Tavastland)
Salonsaari är en ö i Finland. Den ligger i sjön Iso-Roine och i kommunen Tavastehus i den ekonomiska regionen  Tavastehus ekonomiska region  och landskapet Egentliga Tavastland, i den södra delen av landet, 120 km norr om huvudstaden Helsingfors. Öns area är 61,3 hektar och dess största längd är 1,3 kilometer i sydöst-nordvästlig riktning.